# 튀르키예 정부
튀르키예 공화국 정부(튀르키예어: Türkiye Cumhuriyeti Hükûmeti)는 튀르키예의 정부이다. 정부 구성원은 대통령, 총리, 각 부처 장관, 차관로 구성된다.
튀르키예 공화국은 행정부, 입법부, 사법부가 삼권분립을 이루고 있다.

## 입법부
튀르키예의 입법부는 튀르키예 대국민의회이다.

## 행정부
튀르키예 행정부의 수반은 대통령이다.